# Assel (Nederland)
Assel is een gehucht van 12 woningen in de gemeente Apeldoorn in de Nederlandse provincie Gelderland. Het ligt op ca. 2 kilometer van Hoog Buurlo en Radio Kootwijk en ongeveer 10 kilometer ten westen van Apeldoorn. Het wordt door de Asselse Heide gescheiden van het dorp Hoog Soeren.
Voorheen stond Assel bekend vanwege de ijzerwinning. De grond zit vol (ijzer)slakken. 
Bij Assel staat een rooms-katholieke kapel uit 1941 (de Heilige-Geestkapel), waarbij natuurbegraafplaats Westerwolde ligt. Te Assel bevindt zich ook het Don Bosco Centrum, voorheen de Mariahoeve. Dit centrum biedt ruimte voor bezinning, vorming en ontspanning aan jongeren en aan volwassenen die zich inzetten voor het jongerenwerk. Het centrum wordt geleid door paters Salesianen, de kloostercongregatie van Don Bosco (s.d.b.). Een aantal Salesianen vormen hier een communiteit. Bij het centrum liggen akkers, die binnen de bosrijke omgeving een landbouwenclave vormen.
Assel had sinds 1876 een eigen treinhalte: halte Assel. Het station werd onder meer gebruikt door koning Willem III en later door prins Hendrik, die vandaar naar het Aardhuis konden reizen, een jachtchalet in het Kroondomein dat in 1861 voor Willem III gebouwd werd. Tijdens de bouw van het zendstation Radio Kootwijk, gestart in 1918, werd er van Assel naar Radio Kootwijk een speciaal enkelbaans spoorlijntje aangelegd voor het vervoer van bouwmaterialen. Assel heeft tegenwoordig geen aansluiting meer op het openbaar vervoer, al wordt het gehucht wel doorkruist door de spoorlijn Amsterdam - Apeldoorn, tot aan Zutphen Oosterspoorweg genoemd.
Bij Assel ligt een natuurcamping en een uitspanning. Deze uitspanning wordt in de zomer veel bezocht door bezoekers van de Asselse Heide, een natuurgebied waar men vooral tegen de avond veel wild kan zien.

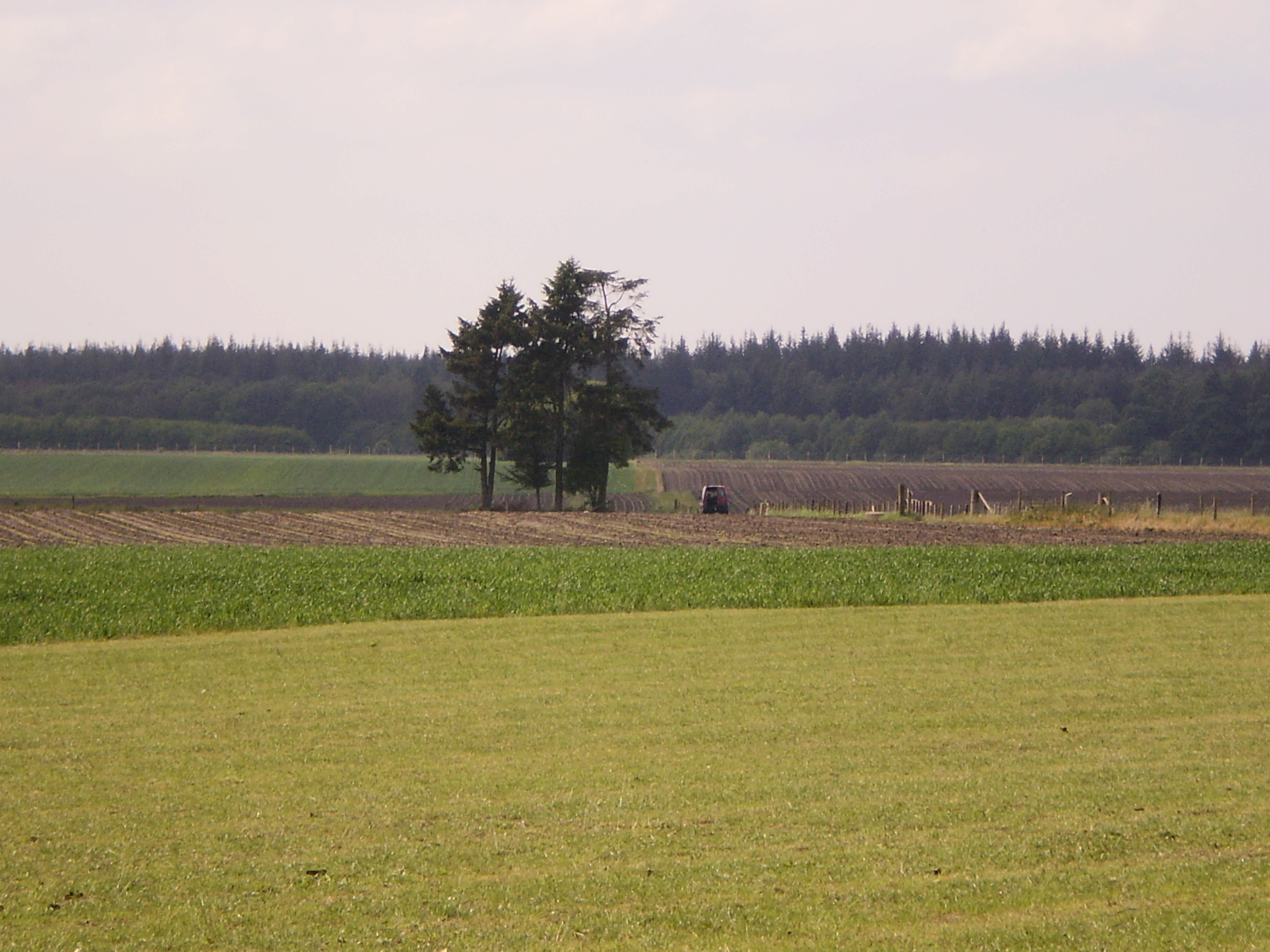
Landbouwenclave
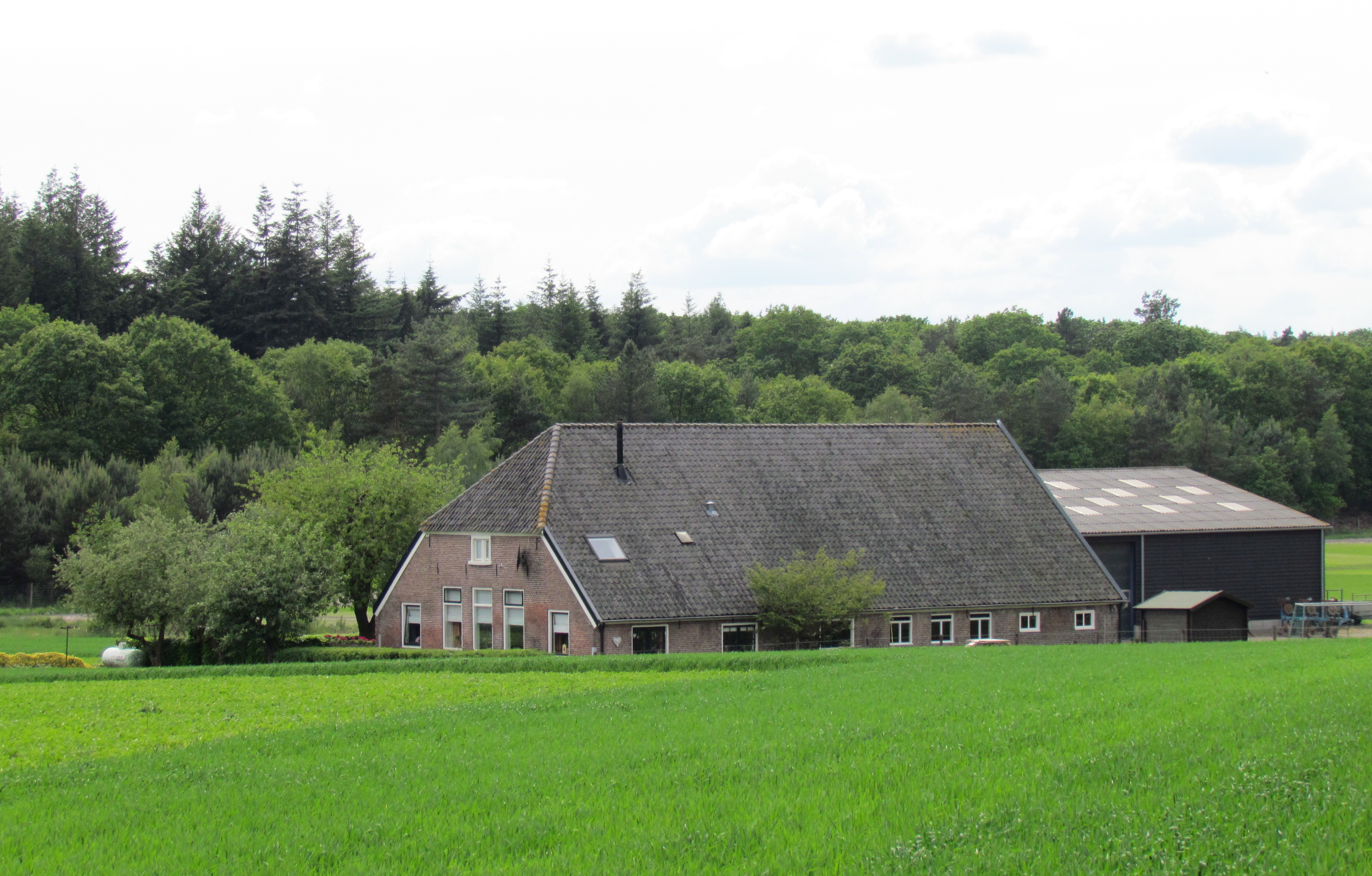
boerderij Haslo
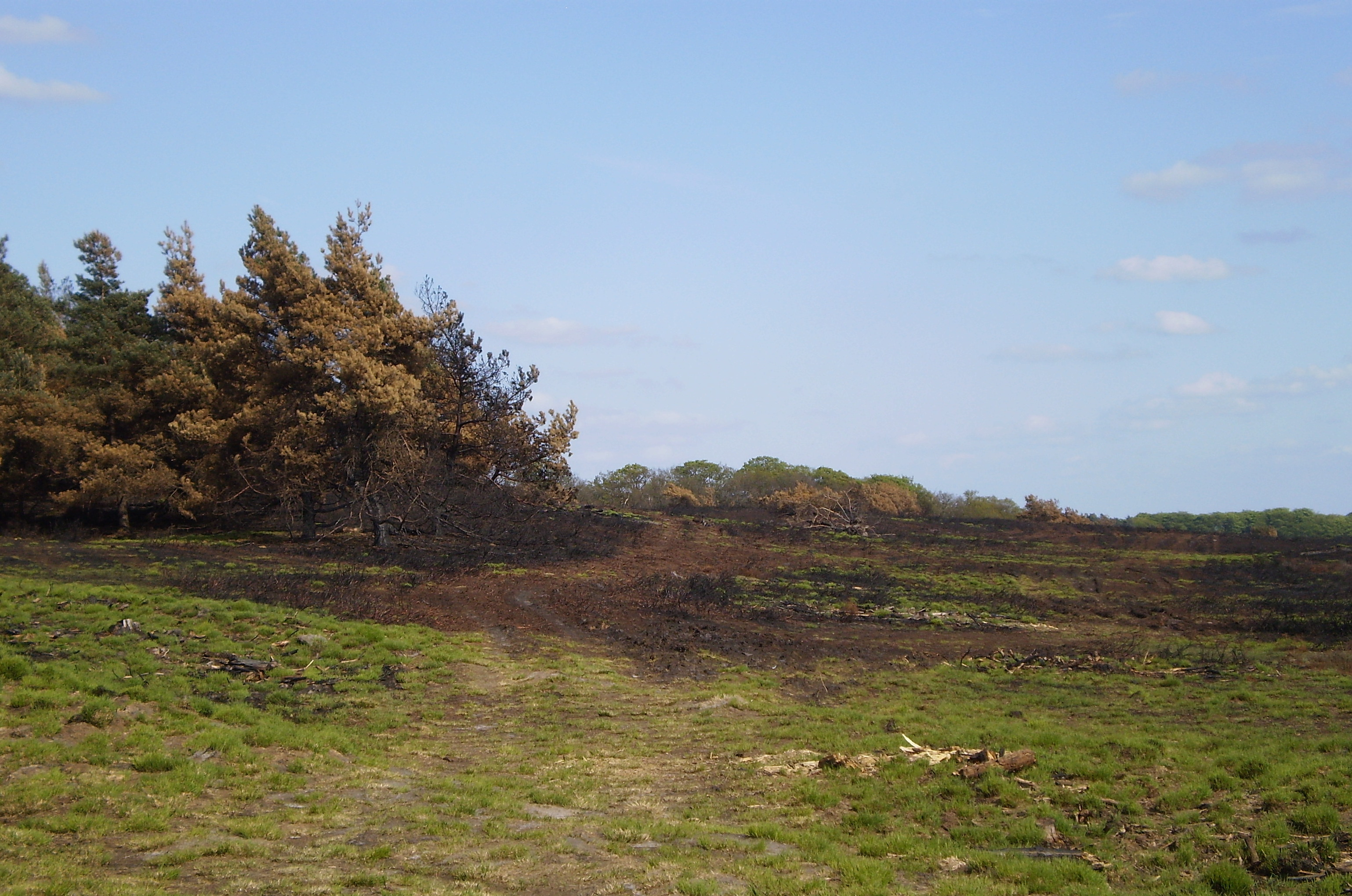
Heidebrandresten op de Asselse Heide
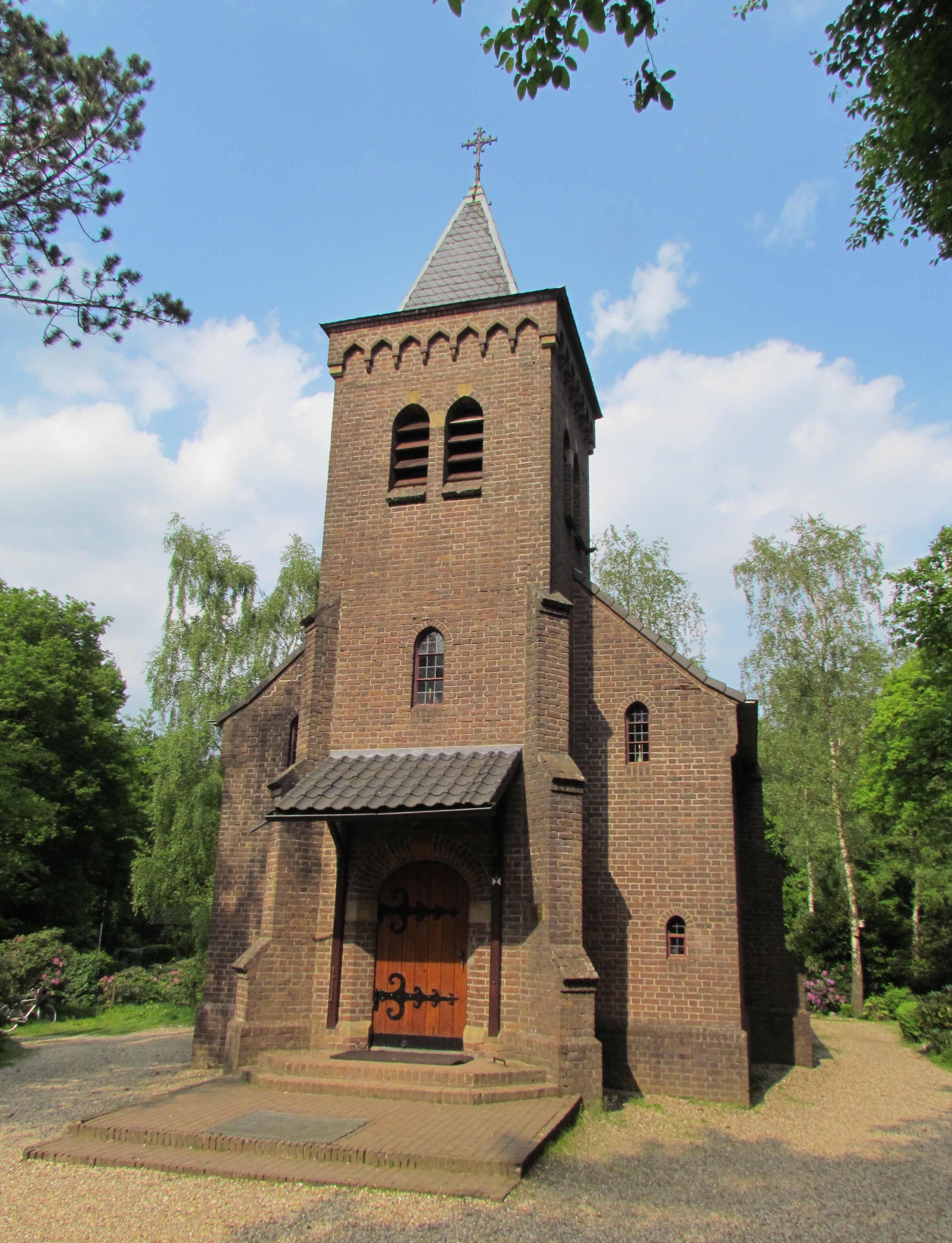
Heilige-Geestkapel
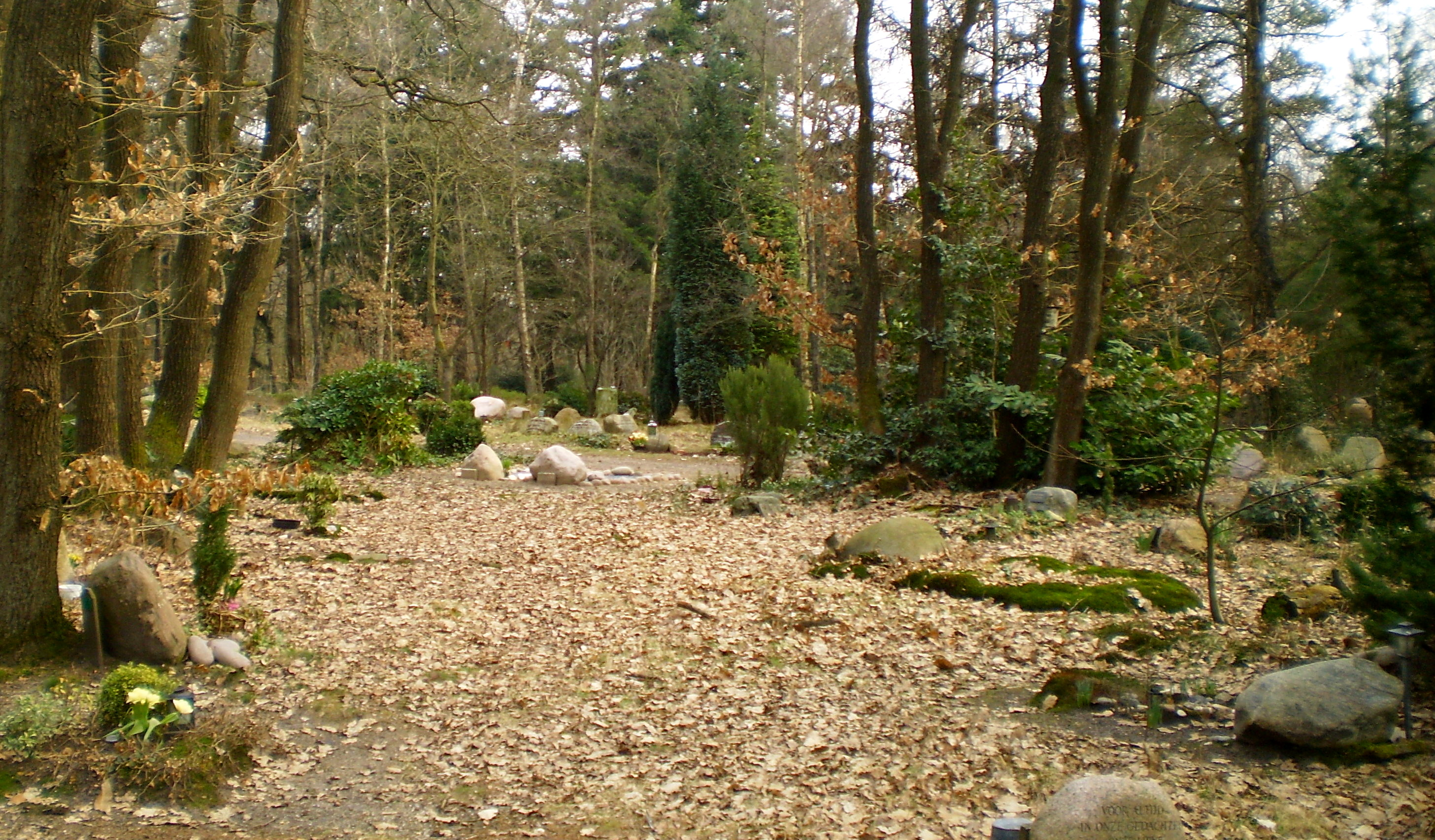
Natuurbegraafplaats